# Schizolobium amazonicum
Espèce
Synonymes
- Schizolobium amazonicum Huber ex Ducke[2]
- Schizolobium parahyba var. amazonicum (Huber ex Ducke) Barneby (préféré par GRIN)[2]

Schizolobium amazonicum est une espèce de plantes à fleurs de la famille des Fabacées.